# Lugar Seguro
Lugar Seguro é o segundo álbum do cantor e compositor tocantinense Juraildes da Cruz. O disco foi lançado em 1998 pela gravadora Devil Discos.

## Faixas
| N.º | Título                    | Compositor(es)                       | Duração |  |
| 1.  | "Lugar Seguro"            | Juraildes da Cruz                    |         |  |
| 2.  | "Quem Planta Colhe"       | Juraildes da Cruz                    |         |  |
| 3.  | "Rio Araguaia"            | Hamilton Carneiro, Juraildes da Cruz |         |  |
| 4.  | "Meninos"                 | Juraildes da Cruz                    |         |  |
| 5.  | "Toda Vez"                | Juraildes da Cruz                    |         |  |
| 6.  | "Vida no Campo"           | Juraildes da Cruz                    |         |  |
| 7.  | "Receita"                 | Juraildes da Cruz                    |         |  |
| 8.  | "O Melhor Da Festa"       | Juraildes da Cruz                    |         |  |
| 9.  | "Tem Que "Previni""       | Juraildes da Cruz                    |         |  |
| 10. | "Pegando Fogo"            | Juraildes da Cruz                    |         |  |
| 11. | "Porta Do Tempo"          | Juraildes da Cruz                    |         |  |
| 12. | "Feliz Da História Real"  | Juraildes da Cruz                    |         |  |
| 13. | "Ei Flor (Dodói)"         | Juraildes da Cruz                    |         |  |
| 14. | "Nóis É Jeca Mais É Jóia" | Juraildes da Cruz                    |         |  |
| 15. | "Reboliço"                | Juraildes da Cruz                    |         |  |
| 16. | "Bom Tempo"               | Juraildes da Cruz                    |         |  |